# Dagmersellen

Luftbild (1948)

Dagmersellen (schweizerdeutsch Dammerselle [ˈdamːərseɫːə],) ist eine Einwohnergemeinde im Schweizer Kanton Luzern. Sie liegt im Wahlkreis Willisau.
Die alte Gemeinde Dagmersellen wurde am 1. Januar 2006 durch die Fusion mit den früheren Gemeinden Buchs und Uffikon territorial markant, bevölkerungsmässig um etwa ein Drittel vergrössert.

## Geographie
Dagmersellen liegt im Schweizer Mittelland am Ufer der Wigger. Die Gemeinde grenzt im Westen und Norden an Reiden, im Nordosten an Triengen, im Osten an Knutwil, im Südosten an Mauensee, im Süden an Wauwil, Egolzwil sowie Nebikon und im Südwesten an Altishofen.

## Geschichte
Der Ortsname Dagmersellen ist eine Zusammensetzung des althochdeutschen männlichen Personennamens Dagemar, Tagemar mit dem althochdeutschen Gattungswort salida «Herberge, Behausung» und bedeutet damit «bei den Behausungen des Dagemar» – was sich auf einen frühen alemannischen Siedler bezog. Die ältesten schriftlich festgehaltenen Formen sind mehrere Jahrhunderte jünger und lauten Tagmarsellen (1070–1090, spätere Kopie), in Tagemarsseldon (1173) und Tagemarsselidon (1223).
In die Geschichte tritt Dagmersellen im Jahr 1076 ein. Damals gehörte der grössere Teil des Dorfes den Freiherren von Wolhusen, die im Wiggertal noch andere Besitzungen hatten. Sie sicherten, zusammen mit anderen Adeligen, die Grenze gegen das Burgunderreich mit Burgen ab. In dieser Zeit dürfte auf dem Gäitschiflüeli eine Holzburg entstanden sein. Freiherr Seliger trat als Mönch in Einsiedeln ein und vermachte dem Kloster im Finstern Wald seine Güter in Dagmersellen, Ettiswil, Wauwil und Egolzwil.
Auf dem Einsiedler Dinghof hielt der Abt, beziehungsweise sein Stellvertreter, zweimal im Jahre Gericht. So amtete 1334 Hans Waldmann, der Zürcher Bürgermeister, als Einsiedler Stiftsamtmann in Tagmarsellen.
1262 hatte Abt Heinrich die Vogtei über den Dinghof den Edlen von Trostberg verliehen. Diese besassen in der Gemeinde auch einige Güter und eine Wasserburg (heute Bauernhof der Familie Steiner an der Kreuzbergstrasse, wo auf der Ostseite noch der ehemalige Burggraben zu sehen ist). Diese Burg muss in der Zeit vor dem Sempacherkrieg zerstört worden sein. Am 18. Mai 1679 gelangten die einsiedlerischen Güter an Luzern. Damit waren die luzernischen Besitzungen im nordwestlichen Kantonsteil abgerundet. Im August 1798 wurde Dagmersellen von der französischen Armee besetzt.
Das 19. Jahrhundert ist die Zeit der Industrialisierung. 1858 eröffneten Hermann und Carl Senn von Zofingen in der Sagen eine Seidenbandweberei mit 96 Webstühlen. 1865 folgte eine Kunstmühle, drei Jahre später entstand an der Gemeindegrenze eine Baumwollweberei.
Die direkte Hauptstrasse Dagmersellen–Reiden wurde 1849 angelegt. Der Bau der Centralbahn brachte um 1855 eine grosse Veränderung für das Dorf. 1980 wurde die Autobahn A2 eröffnet und brachte dem Dorf eine merkliche Entlastung vom Durchgangsverkehr.
Auf den 1. Januar 2006 wurden die Nachbargemeinden Uffikon und Buchs in Dagmersellen eingemeindet. Ende November 2004 hatten die Stimmberechtigten in den drei Gemeinden diesen Schritt deutlich gutgeheissen: In Dagmersellen mit 960:263 Stimmen (Stimmbeteiligung 56,4 %), in Uffikon mit 306:52 (73,3 %) und in Buchs mit 196:16 (78,9 %).

## Bevölkerung
| Bevölkerungsentwicklung | Bevölkerungsentwicklung |
| Jahr                    | Einwohner               |
| ----------------------- | ----------------------- |
| 1798                    | 1281                    |
| 1850                    | 2005                    |
| 1900                    | 1761                    |
| 1950                    | 2019                    |
| 1960                    | 2287                    |
| 1970                    | 2770                    |
| 1980                    | 2667                    |
| 1990                    | 3028                    |
| 2000                    | 3311                    |
| 2004                    | 3252                    |
| 2006                    | 4554                    |
| 2008                    | 4847                    |
| 2014                    | 5118                    |
| 2018                    | 5504                    |
| 2020                    | 5680                    |
| 2023                    | 5858                    |

Die Einwohnerzahl stieg bis 1850 erheblich (1798–1850: + 56,5 %). In zwei Schritten sank sie dann bis ins Jahr 1900 infolge Abwanderung (1850–1900:  −11,2 %), allerdings nicht so stark wie in vielen anderen Landgemeinden zu jener Zeit. Bis 1950 wuchs sie dann wieder langsam auf den Stand von 1850. Danach erhöhte sich die Bevölkerungszahl innert eines halben Jahrhunderts stark (1950–2000: + 64,0 %). Infolge der 2006 durchgeführten Fusion mit Uffikon und Buchs vergrösserte sich die Bevölkerungszahl weiter. Von der Gesamtzahl der Einwohner lebten damals 680 in Uffikon und 386 in Buchs.

### Sprachen
Die Bevölkerung spricht als Alltagssprache eine hochalemannische Mundart. Bei der letzten Volkszählung im Jahr 2000 gaben 89,22 % Deutsch, 2,54 % Albanisch und 2,14 % Italienisch als Hauptsprache an.

### Religionen – Konfessionen
Früher waren alle Bewohner der Gemeinde Mitglieder der römisch-katholischen Kirche. Heute (Stand 2000) sieht die Religionslandschaft wie folgt aus: 81,12 % der Einwohner sind römisch-katholische, 7,97 % evangelisch-reformierte und 2,75 % orthodoxe Christen. Daneben findet man 2,39 % Konfessionslose, 2,23 % Muslime und 0,30 % Hindus. Die Muslime sind mit Ausnahme weniger Bosniaken allesamt Albaner aus dem Kosovo und Mazedonien. Die Hindus sind Tamilen aus Sri Lanka.

### Herkunft – Nationalität
2022 waren von den 5807 Einwohnern 4756 Schweizer und 1051 (= 18,1 %) Ausländer. Die Einwohnerschaft bestand aus 81,9 % Schweizer Staatsbürgern. 2022 stammten die ausländischen Einwohner aus Portugal (246 Personen), Kosovo (174), Deutschland (142), Italien (128), Serbien (58), Nordmazedonien (33), Kroatien (19), Spanien (16) und der Türkei (13). 158 Personen stammten aus dem übrigen Europa und 64 Personen waren aussereuropäischer Herkunft.

## Politik

### Gemeinderat
Der Gemeinderat Dagmersellen besteht aus fünf Mitgliedern und ist wie folgt aufgestellt (Amtsdauer 2024–2028):
- Markus Riedweg (Die Mitte): Gemeindepräsident
- Heinz Najer (FDP):  Ressort Bau
- Gregor Kaufmann (Die Mitte): Ressort Soziales
- Karin Wettstein Rosenkranz (FDP): Ressort Bildung
- Peter Kunz (Die Mitte): Ressort Finanzen

### Kantonsratswahlen
Bei den Kantonsratswahlen 2023 des Kantons Luzern betrugen die Wähleranteile in Dagmersellen: Mitte (mit JMitte und Mitte60+) 36,13 %, FDP 25,78 %, SVP 23,82 %, SP 7,36 %, Grüne 4,01 % und glp 2,89 %.

### Nationalratswahlen
Bei den Schweizer Parlamentswahlen 2023 betrugen die Wähleranteile in Dagmersellen: Mitte 32,9 %, SVP 30,5 %, FDP 19,3 %, SP 7,8 %, Grüne 3,9 %, glp 3,4 %, übrige 2,1 %.

## Wirtschaft
Folgende Firmen sind unter anderem in Dagmersellen:
Bekon Koralle AG, Emmi Schweiz AG, Gezolan AG, Hugo Willimann AG, Josef Arnet AG, JT International AG (Japan Tobacco), PanGas AG (ab Januar 2024 Linde Gas Schweiz AG; bereits vor dem Namenswechsel eine Tochtergesellschaft der Linde plc), Galliker Transport AG (Sitz in Altishofen), Nestlé AG, Hiestand AG, Jumbo, Ausbildungs- und Verwaltungszentrum des Schweizerischen Plattenverbands SPV, Arnold Werkstatt GmbH.

## Verkehr
Dagmersellen besitzt einen Bahnhof an der wichtigen Nord-Süd-Strecke der Schweizerischen Bundesbahnen von Olten nach Luzern und wird vom Regionalzug RE24 von Olten nach Luzern sowie der Linie S29 von Olten nach Sursee bedient.
Hinzu kommen zwei Buslinien, deren eine Dagmersellen mit Sursee und deren andere Dagmersellen mit Nebikon, Schötz und Ebersecken verbindet.
Die Ortschaft liegt an der Nord-Süd-Autobahnverbindung A2 (Anschluss 19 Dagmersellen).
Ein Umschlagterminal für den kombinierten Verkehr mit 1 Gleis (200 m Länge) wird von Galliker Transport betrieben.

## Kunst, Kultur, Brauchtum und Vereinsleben
Seit 1994 vergibt die Gemeinde einen «Kulturbatzen» an Vereine, Institutionen oder einzelne Personen, die durch ihr Schaffen und Wirken das kulturelle Leben in Dagmersellen mitgestalten. Der Kulturbatzen in der Höhe der jeweiligen Jahreszahl, für 2010 also 2010 Franken, ist als Anerkennung und Würdigung zu verstehen sowie als Ansporn, sich weiterhin für die kulturelle Gestaltung des Lebensraumes von Dagmersellen einzusetzen.
In der Gemeinde befindet sich das umstrittene Kunstprojekt Tempelhof Uffikon, das als ein traumhaftes 113 000 Quadratmeter grosses Gesamtkunstwerk bezeichnet wird.
An Vereinen sind zu nennen: FC Dagmersellen, Musikgesellschaft Dagmersellen, Beerebiisser Dagmersellen, Häppereschweller Dagmersellen, Jungwacht und Blauring Dagmersellen, Volkshochschule Dagmersellen, Navo, Feldschützengesellschaft Dagmersellen, Ski-Club Dagmersellen SCD, Sportverein Uffikon, TC Dagmersellen, TVD Aktive, TVD Handball, Velo-Club Dagmersellen, Wandergruppe Wiggertal Dagmersellen, Handharmonika-Club Dagmersellen und Umgebung, Brass Band Uffikon-Buchs, Jassclub Dagmersellen.
Das einst hier geübte Brauchtum des Giritzenmoosgerichts ist in den 1870er-Jahren ausgestorben.

## Persönlichkeiten
- Der Politiker Klaus Fellmann wurde in Dagmersellen geboren und lebt dort.
- Der Cross- und Strassen-Radrennfahrer Pirmin Lang wurde in Dagmersellen geboren.
- Die Politikerin und Ständeratspräsidentin Josi Meier wurde in Dagmersellen geboren.
- Der Journalist Guido Mingels wurde in Dagmersellen geboren.
- Die Rennrollstuhlsportlerin Edith Hunkeler lebt mit ihrer Familie in Dagmersellen.

## Bilder

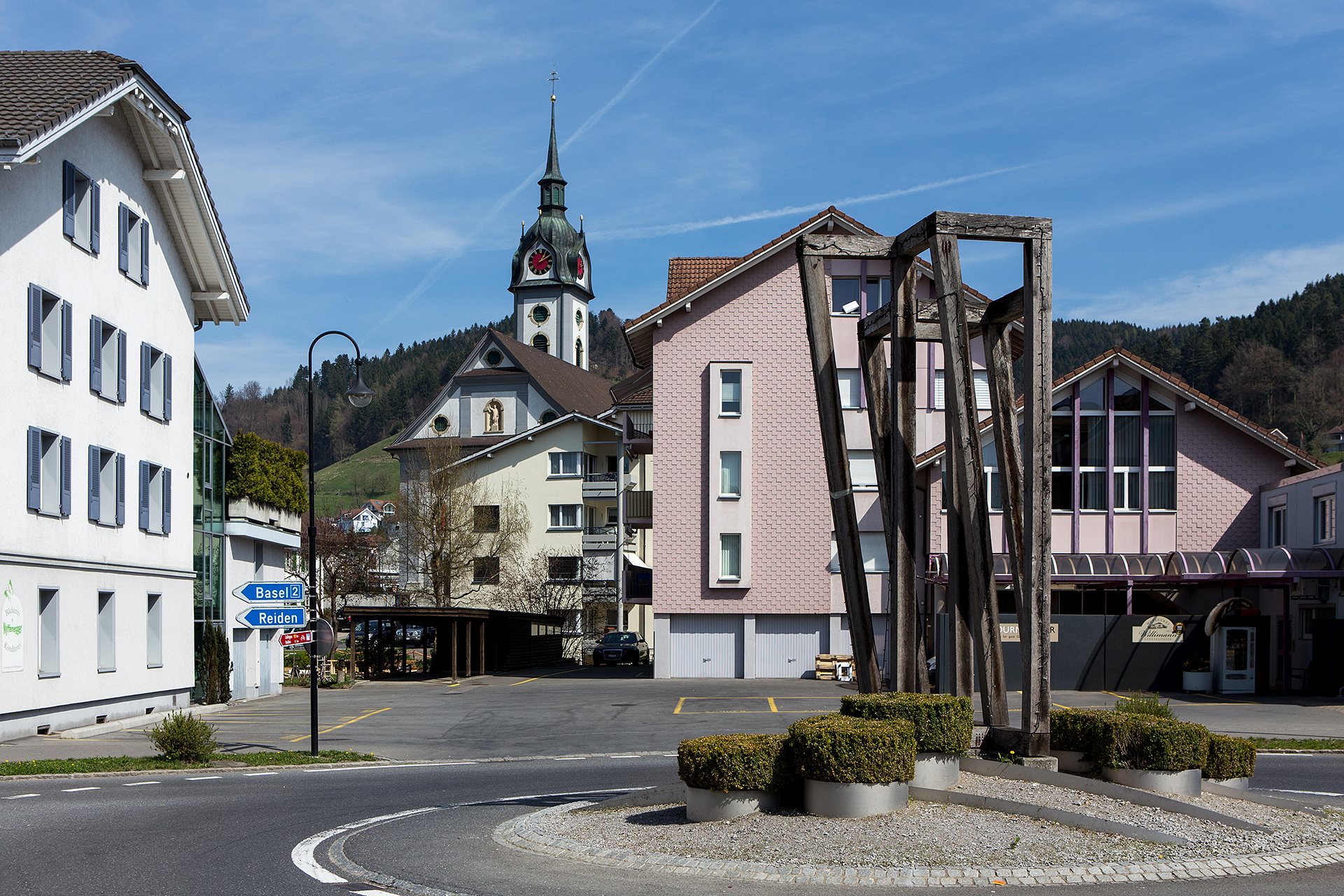
Kreisel in Dagmersellen
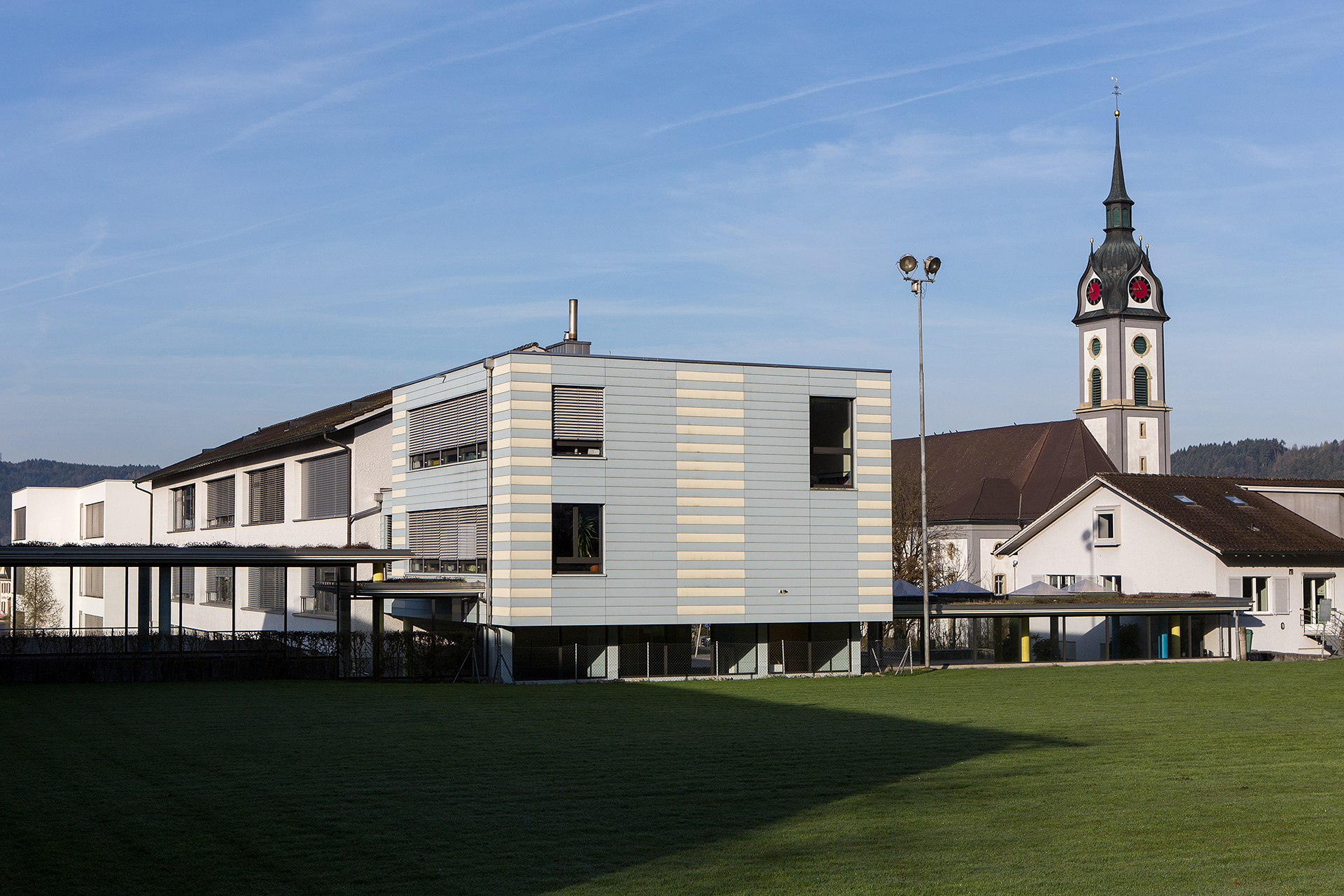
Schulanlage
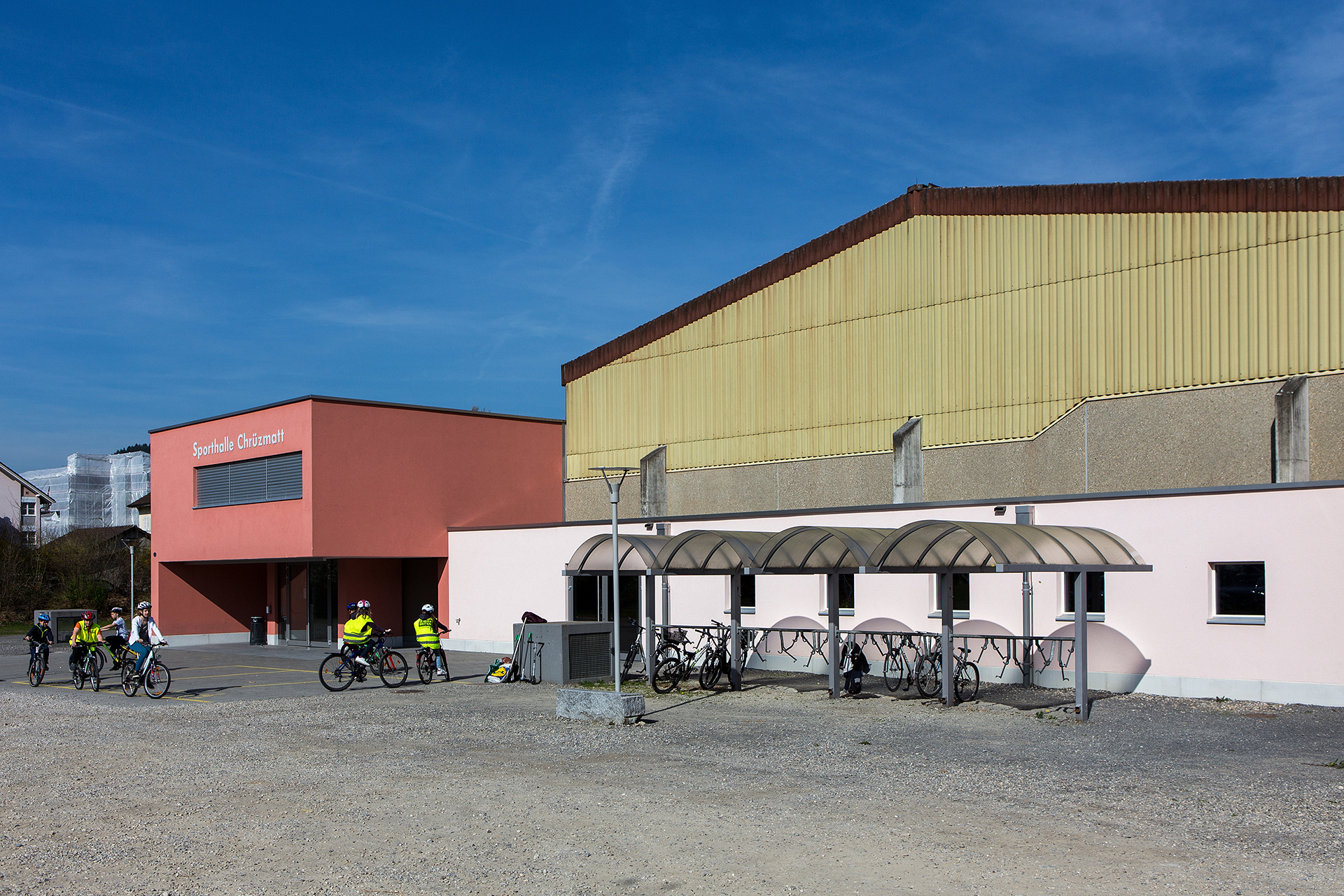
Sporthalle Chrüzmatt
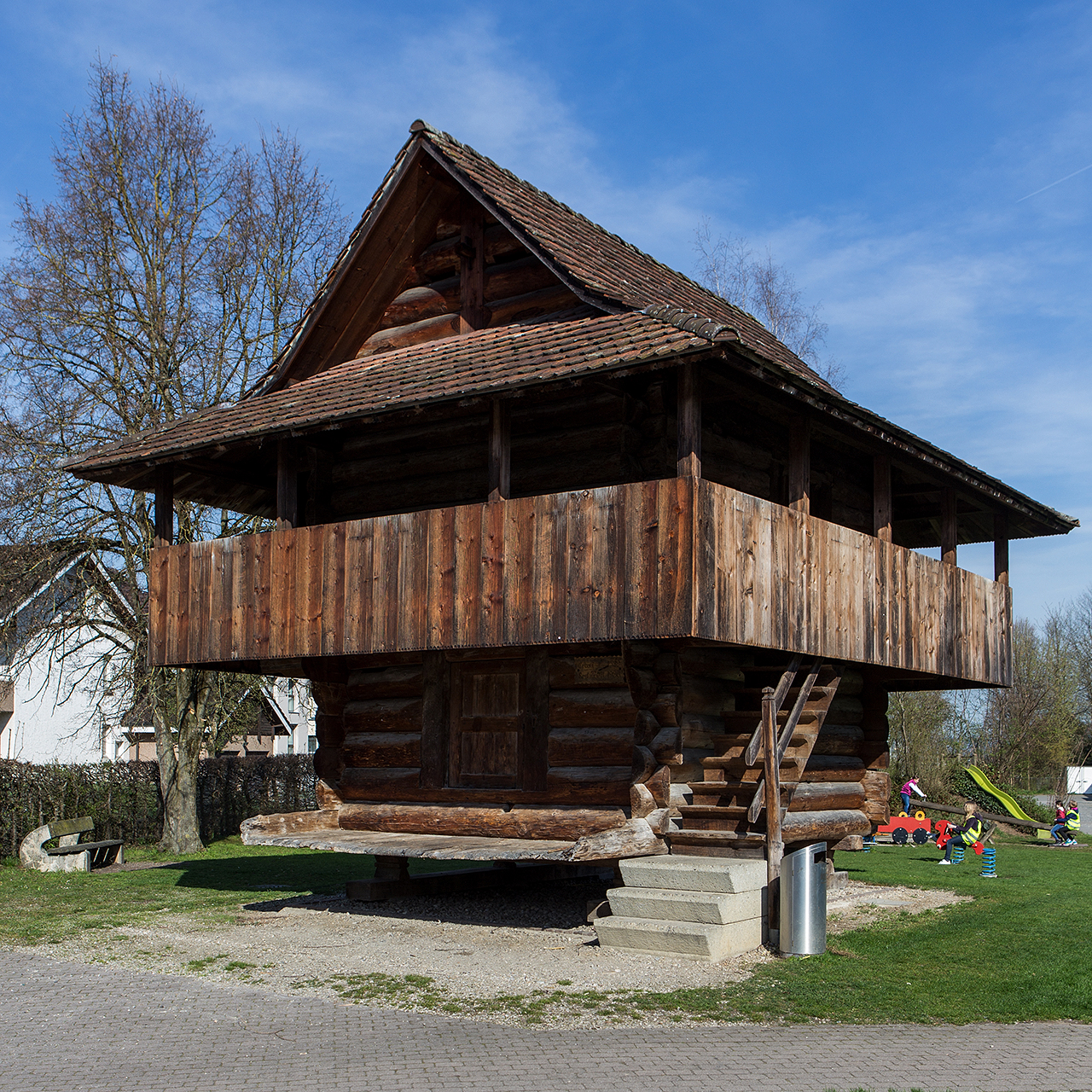
Chrüzmatt-Speicher
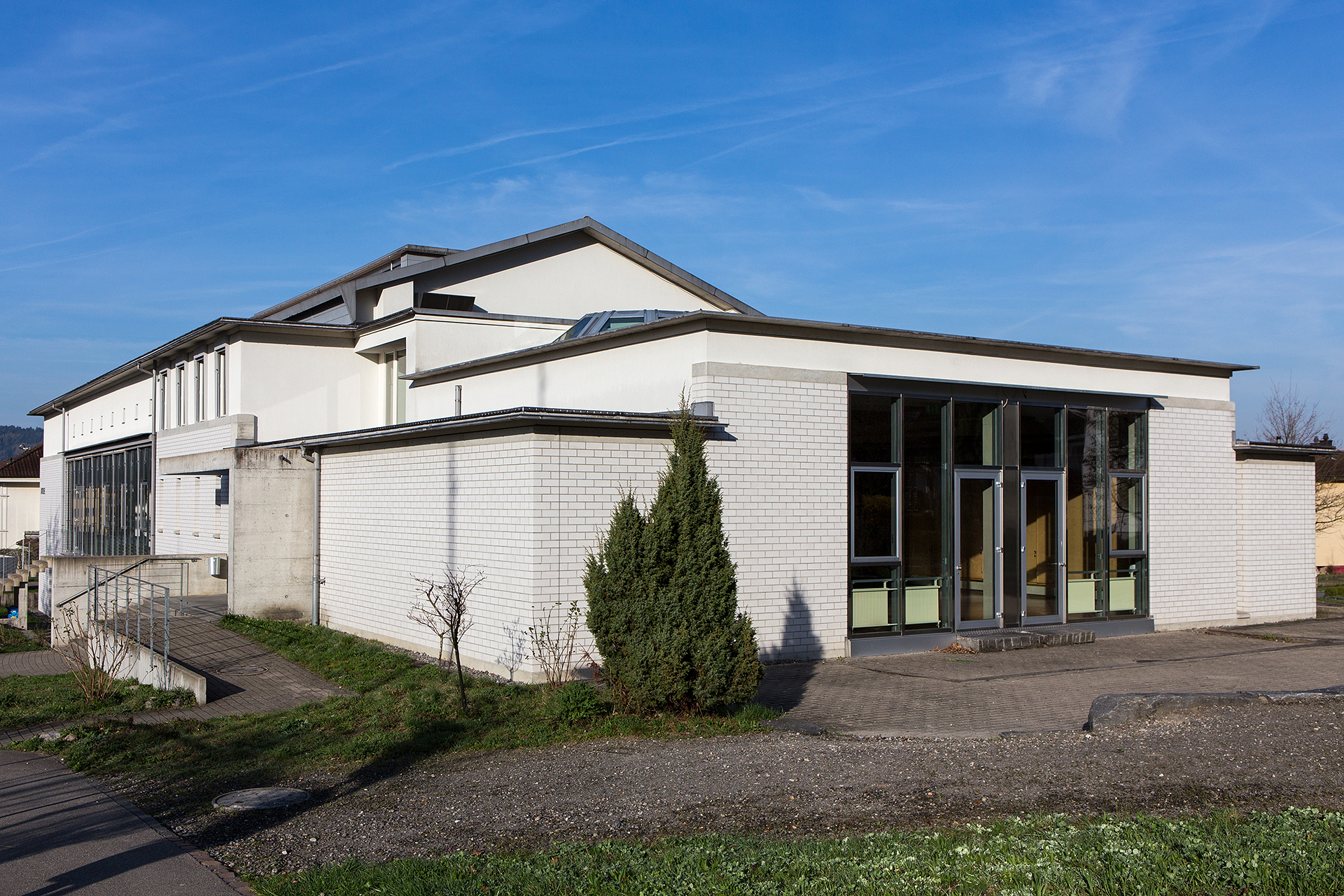
Kirchgemeindehaus Arche
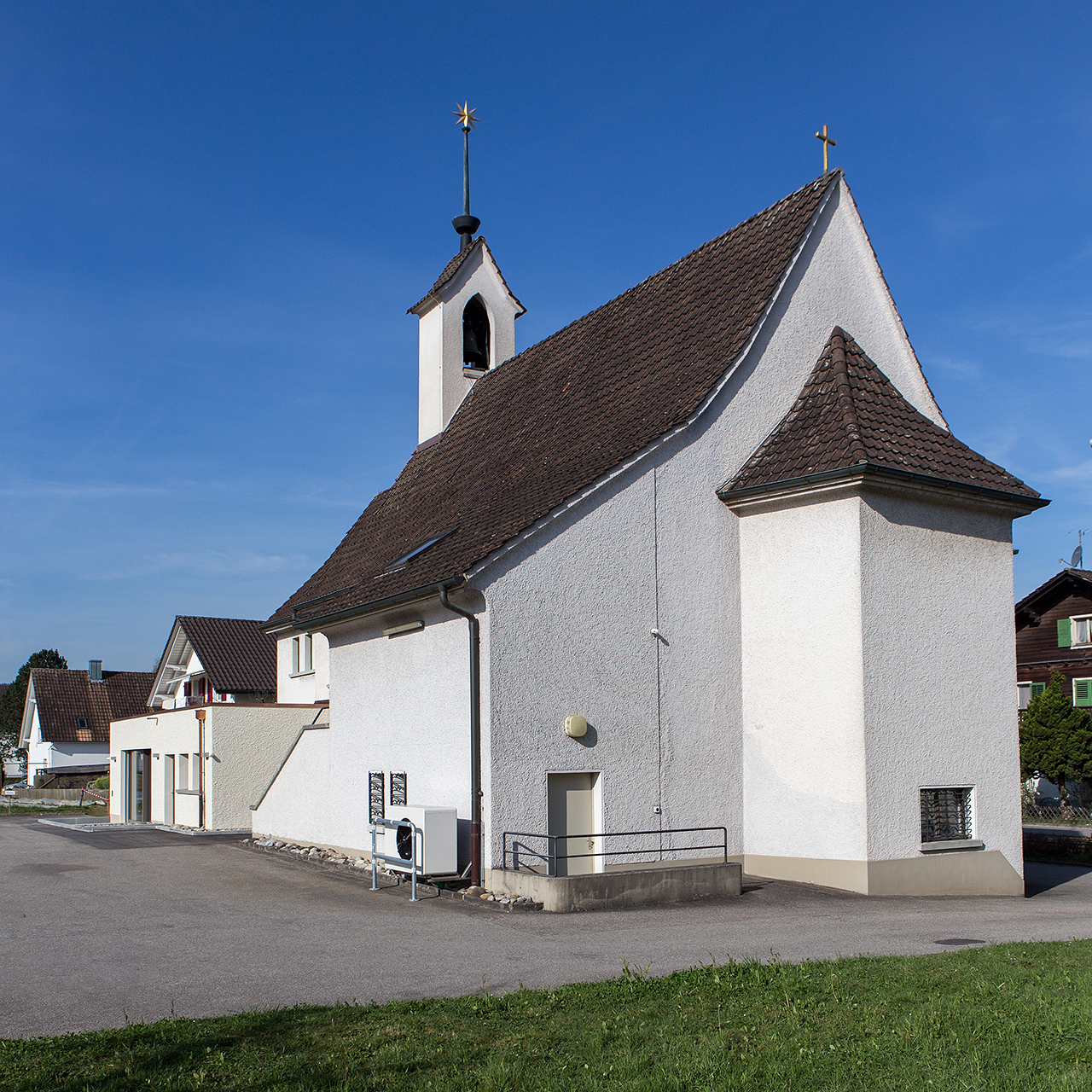
Reformierte Kirche